# Puchar Świata w kombinacji norweskiej 1984/1985
Sezon 1984/1985 Pucharu Świata w kombinacji norweskiej rozpoczął się 15 grudnia 1984 w jugosłowiańskim mieście - Planica, zaś ostatnie zawody z tego cyklu zaplanowano w norweskim Oslo 16 marca 1985 roku. Była to druga edycja Pucharu Świata. Wszystkie konkursy zostały rozegrane metodą Gundersena.
Zawody odbyły się w 7 krajach: RFN, NRD, Szwajcarii, Finlandii, Norwegii oraz Jugosławii i w Związku Radzieckim w 7 miastach na kontynencie europejskim.
Zwycięzcą okazał się Norweg Geir Andersen, który wyprzedził Niemców z RFN: Hermanna Weinbucha oraz Huberta Schwarza.

## Kalendarz i wyniki
| 1. | 15 grudnia 1984     | Planica        | Gundersen K90/15 km                                                        | Geir Andersen                                                              | Hubert Schwarz                                                             | Hallstein Bøgseth                                                          |                                                                            |                                                                            |
| 2. | 20 grudnia 1984     | Sankt Moritz   | Gundersen K90/15 km                                                        | Geir Andersen                                                              | Hubert Schwarz                                                             | Thomas Müller                                                              |                                                                            |                                                                            |
| 3. | 29 grudnia 1984     | Oberwiesenthal | Gundersen K90/15 km                                                        | Heiko Hunger                                                               | Uwe Dotzauer                                                               | Oliver Warg                                                                |                                                                            |                                                                            |
| 4. | 5 stycznia 1985     | Schonach       | Gundersen K90/15 km                                                        | Hermann Weinbuch                                                           | Geir Andersen                                                              | Hubert Schwarz                                                             |                                                                            |                                                                            |
| MŚ | 16-27 stycznia 1985 | Seefeld        | Kombinacja norweska na Mistrzostwach Świata w Narciarstwie Klasycznym 1985 | Kombinacja norweska na Mistrzostwach Świata w Narciarstwie Klasycznym 1985 | Kombinacja norweska na Mistrzostwach Świata w Narciarstwie Klasycznym 1985 | Kombinacja norweska na Mistrzostwach Świata w Narciarstwie Klasycznym 1985 | Kombinacja norweska na Mistrzostwach Świata w Narciarstwie Klasycznym 1985 | Kombinacja norweska na Mistrzostwach Świata w Narciarstwie Klasycznym 1985 |
| 5. | 23 lutego 1985      | Leningrad      | Gundersen K90/15 km                                                        | Geir Andersen                                                              | Hermann Weinbuch                                                           | Hallstein Bøgseth                                                          |                                                                            |                                                                            |
| 6. | 2 marca 1985        | Lahti          | Gundersen K90/15 km                                                        | Geir Andersen                                                              | Hermann Weinbuch                                                           | Thomas Müller                                                              |                                                                            |                                                                            |
| 7. | 16 marca 1985       | Oslo           | Gundersen K115/15 km                                                       | Hermann Weinbuch                                                           | Geir Andersen                                                              | Heiko Hunger                                                               |                                                                            |                                                                            |

## Klasyfikacje
| Lp. | Zawodnik           | Punkty |
| 1.  | Geir Andersen      | 140    |
| 2.  | Hermann Weinbuch   | 126    |
| 3.  | Hubert Schwarz     | 79     |
| 4.  | Hallstein Bøgseth  | 69     |
| 5.  | Heiko Hunger       | 62     |
| 6.  | Uwe Dotzauer       | 52     |
| 7.  | Thomas Müller      | 46     |
| 8.  | Torbjørn Løkken    | 39     |
| 9.  | Ivar Olsen         | 38     |
| 10. | Klaus Sulzenbacher | 34     |

| Lp. | Zawodnik          | Punkty |
| 1.  | Norwegia          | 391    |
| 2.  | RFN               | 299    |
| 3.  | NRD               | 177    |
| 4.  | Finlandia         | 49     |
| 5.  | Austria           | 48     |
| 6.  | Stany Zjednoczone | 44     |
| 7.  | Szwajcaria        | 41     |
| 8.  | Polska            | 24     |
| 9.  | Włochy            | 22     |
| 9.  | Czechosłowacja    | 22     |